# Piz Pisoc
Der Piz Pisoc (Aussprache in Vallader: [pitspiˈzɔk]ⓘ) ist  mit 3173,3 m ü. M. der höchste Punkt des Schweizerischen Nationalparks und nach dem Piz Sesvenna der zweithöchste Berg der rechten Seite des Unterengadins. Der Gipfel liegt in der Gemeinde Scuol. Benachbarte Berge sind der Piz dals Vadès (3140 m ü. M.), der Piz Zuort (3119 m ü. M.) und der Piz Mingèr (3081 m ü. M.). Die Prominenz des Gipfels beträgt 922 m (Pass da Costainas / Piz Sesvenna).

## Besteigung
Die Route führt vom Weiler Fontana in Tarasp durch das Val Zuort hoch. Ab ca. 2640 m ü. M. führt sie durch eine steinschlaggefährdete Rinne zum Grat zwischen dem Piz dals Vadès und dem Piz Pisoc. Von dort bis zum Gipfel ist die Route rot-weiss markiert. Der Schwierigkeitsgrad ist T5 / II.
Der Fels des Piz Pisoc ist brüchig.

## Geologie
Der Piz Pisoc und die benachbarten Gipfel liegen südlich des Engadiner Fensters und sind Teil der geologischen S-charl-Decke. Die Gipfel gehören damit, entsprechend dem wichtigsten gebirgsbildenden Gestein Dolomit, zu den Unterengadiner Dolomiten (ostalpine Sedimentdecke). Die Gesteinsbildung erfolgte in der Trias.
Der Piz Pisoc gehört zu einer Gipfelflur, wie sie für die Ostalpen typisch sind: Viele der Gipfel rechts des Inns im Umkreis von etwa 10 km sind etwa gleich hoch, nämlich um die 3100 m ü. M.

## Nationalpark
Der Piz Pisoc ist die höchste Erhebung des Schweizerischen Nationalparks. Die östliche und südliche Flanke des Piz Pisoc fallen steil ins Val S-charl und ins Val Mingèr ab: Der Gipfel wäre vom Parkgebiet her also auch abgesehen vom im Park herrschenden Weggebot praktisch nicht erreichbar. Mit 1382 m ü. M. liegt auch der tiefste Punkt des Nationalparks am Piz Pisoc, nämlich an der Clemgia unterhalb des Plan da Funtanas, kurz vor Beginn der Clemgia-Schlucht.

## Übriges
Das Pisoc-Massiv wird auf etwa 1500 m ü. M. von einem Stollen der Engadiner Kraftwerke unterquert.
Der Berg wurde in den Karten des Atlas Tyrolensis von 1774 als «Biz Bisogg» verzeichnet. Damals war er Grenzberg von Tirol und Graubünden, da Tarasp damals noch tirolische Exklave war.

## Panorama

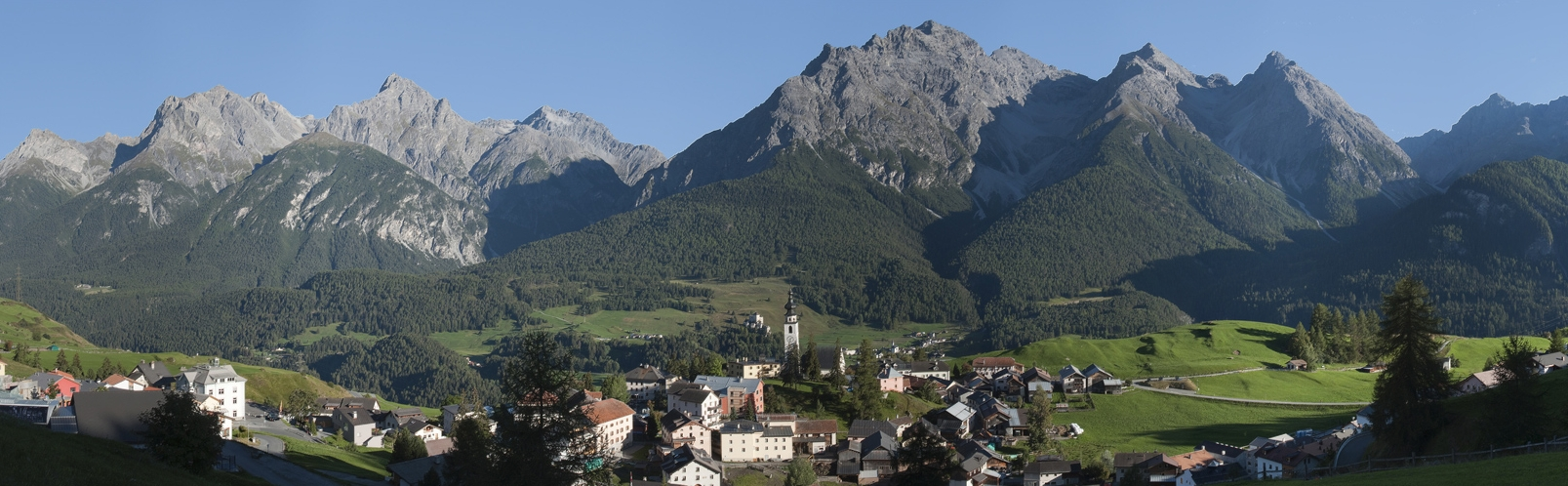
Panorama von Ftan aus. In der Bildmitte der Piz Pisoc, im linken Drittel des Bildes die Lischana-Gruppe.

## Bildergalerie

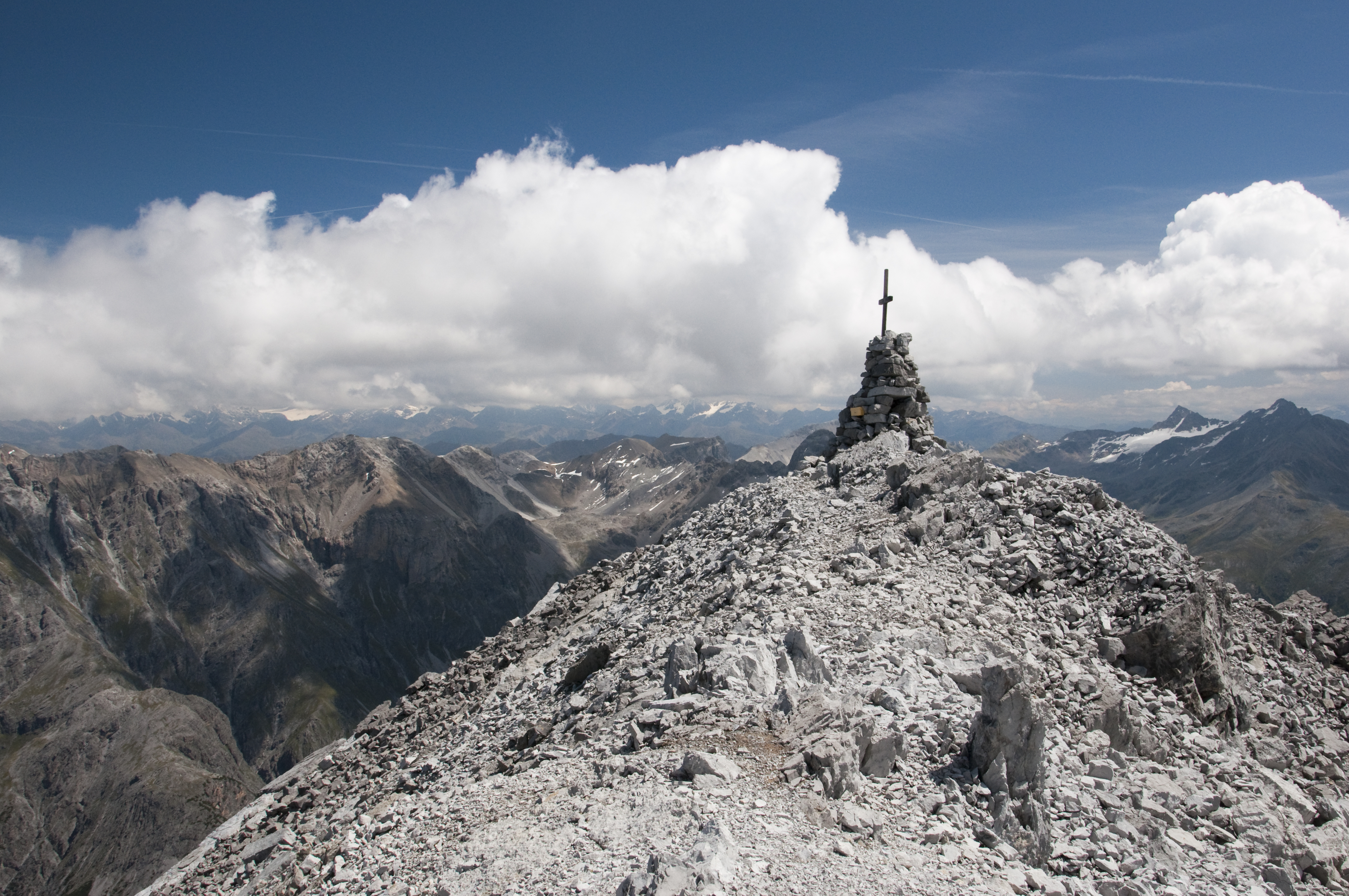
Gipfelkreuz des Piz Pisoc. Am rechten Bildrand, in ca. 11 km Entfernung, der Piz Sesvenna an der italienischen Grenze.
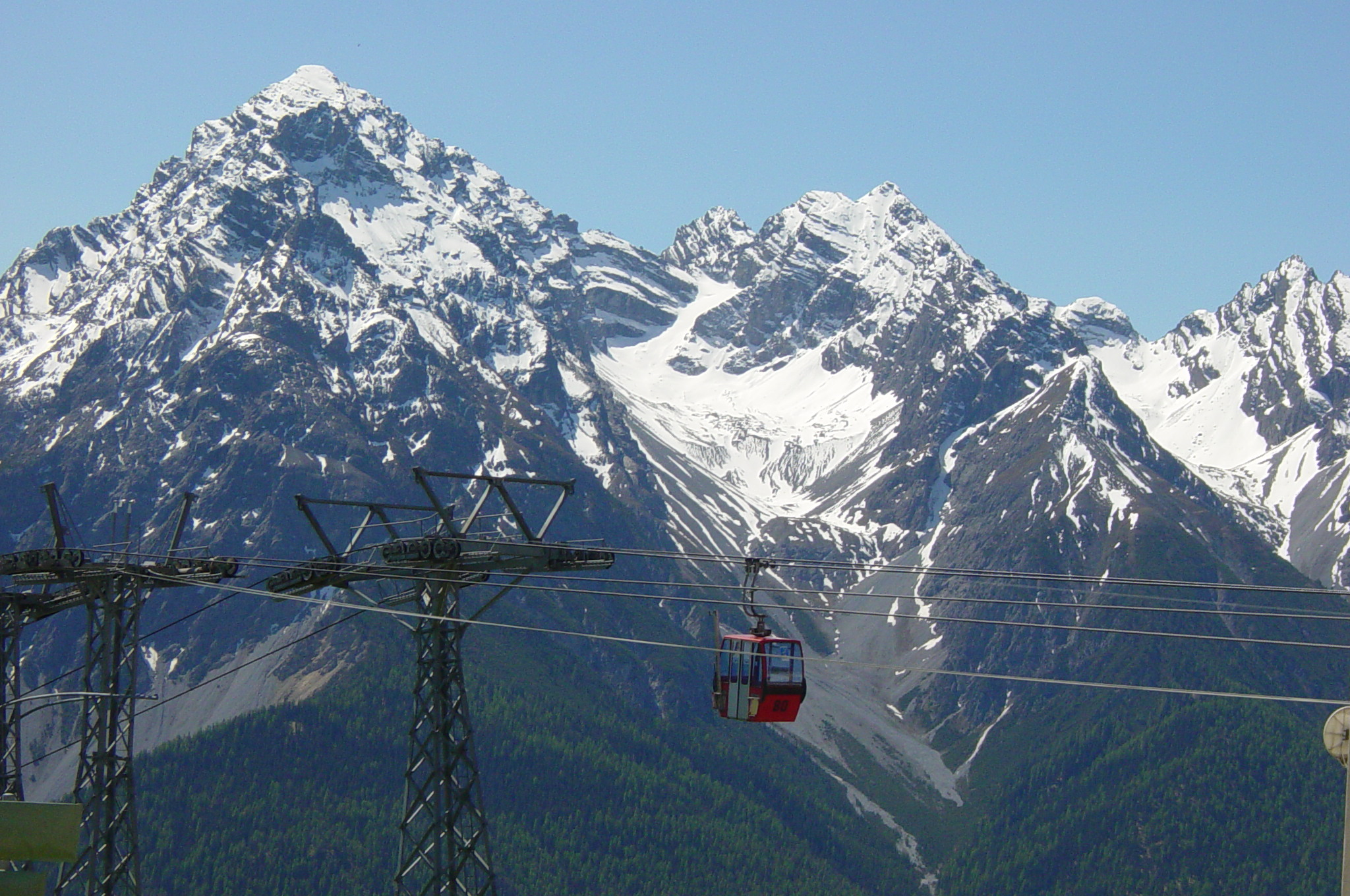
Piz Pisoc mit Schnee, vom Motta Naluns aus (höchster Gipfel im linken Bereich). Hinter der Gondel die Val Zuort (klassischer Aufstieg).
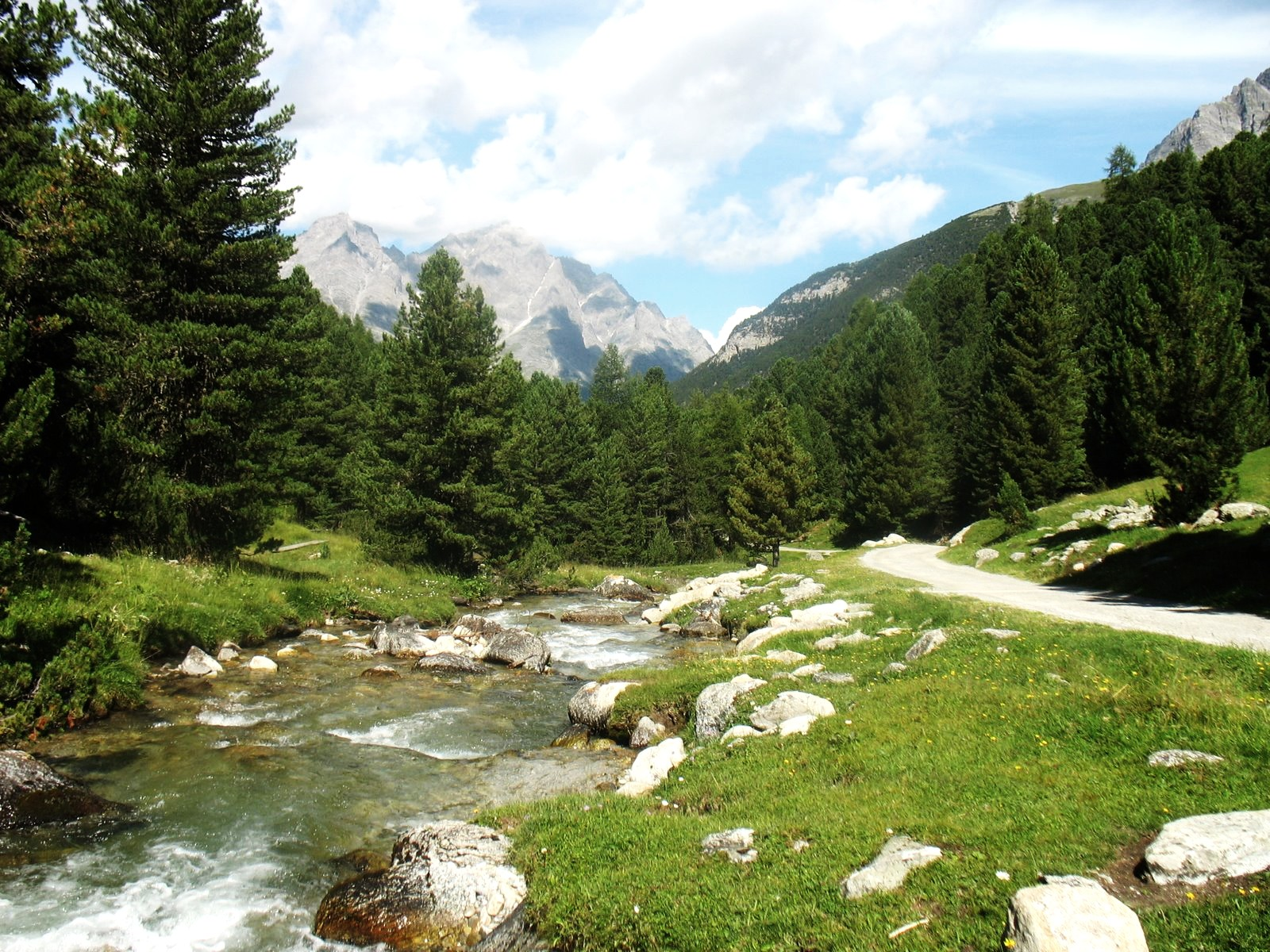
Ansicht aus Richtung Südosten, Val S-charl oberhalb von S-charl. Links der Piz dals Vadès, rechts der Piz Pisoc. Im Vordergrund Arvenwald.
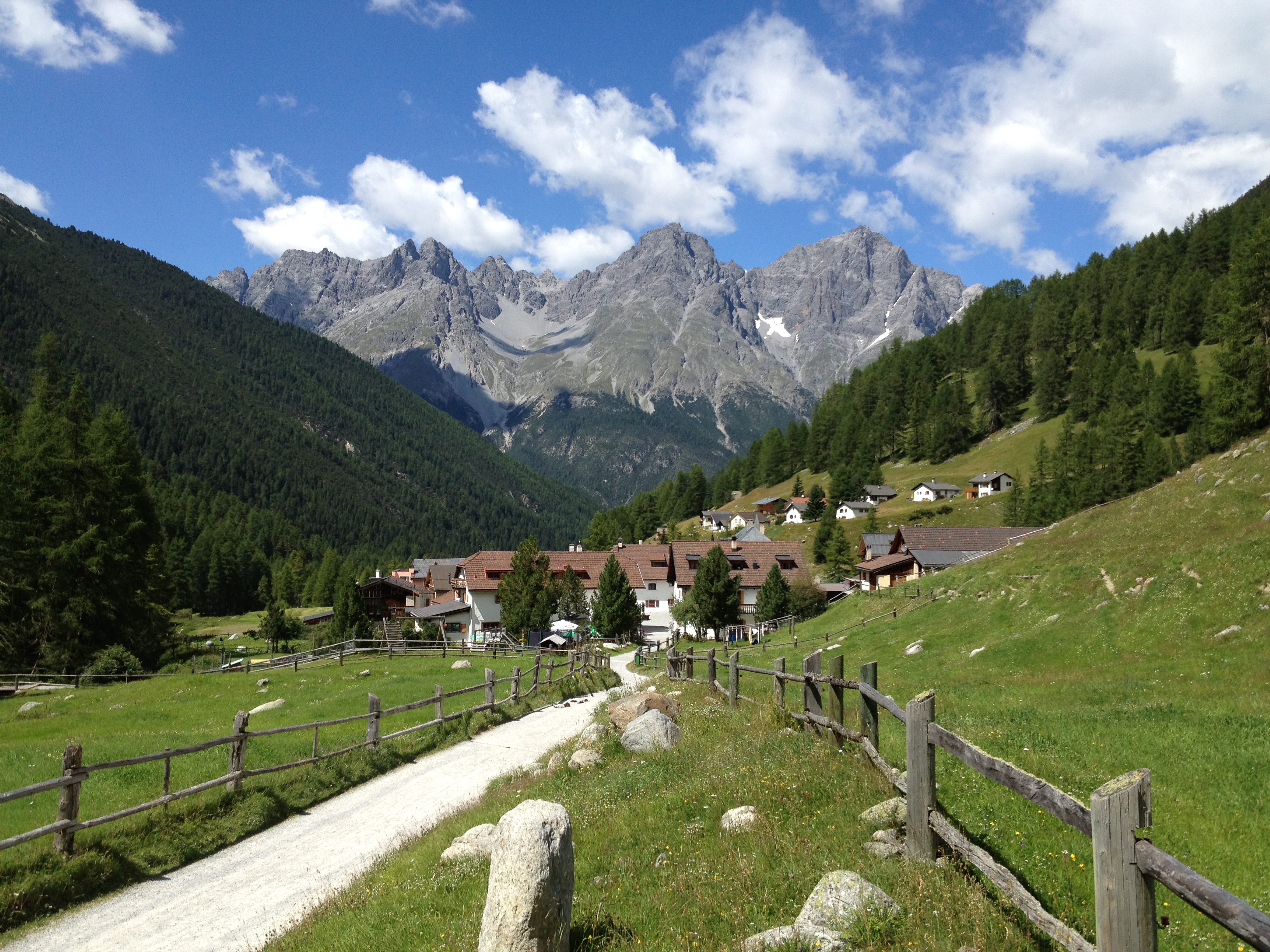
S-charl, im Hintergrund Piz Mingèr (links), Piz dals Vadès (Mitte) und Piz Pisoc (rechts).